# Saint-Clément-les-Places
Saint-Clément-les-Places ist eine französische Gemeinde mit 669 Einwohnern (Stand: 1. Januar 2022) im Département Rhône in der Region Auvergne-Rhône-Alpes. Sie gehört zum Arrondissement Lyon und zum Kanton L’Arbresle (bis 2015: Kanton Saint-Laurent-de-Chamousset). Die Einwohner werden Chambostiens genannt.

## Geographie
Saint-Clément-les-Places liegt etwa 31 Kilometer westlich von Lyon in den Monts du Lyonnais. Umgeben wird Saint-Clément-les-Places von den Nachbargemeinden Longessaigne im Norden, Saint-Laurent-de-Chamousset im Osten und Südosten, Haute-Rivoire im Süden, Saint-Martin-Lestra im Südwesten sowie Chambost-Longessaigne im Westen.

## Bevölkerungsentwicklung
| Jahr                       | 1962 | 1968 | 1975 | 1982 | 1990 | 1999 | 2006 | 2012 |
| Einwohner                  | 547  | 529  | 508  | 426  | 473  | 536  | 630  | 621  |
| Quellen: Cassini und INSEE |      |      |      |      |      |      |      |      |

## Sehenswürdigkeiten
- neoromanische Kirche  aus dem 19. Jahrhundert